# Nils Sönnerby
Nils Gudmund Bertil Sönnerby, född 12 mars 1920 i Malmö, död 31 augusti 1996, var en svensk jurist som var lagman i Ljungby tingsrätt från 1973 till 1986.
Sönnerby blev juris kandidat vid Lunds universitet 1945 och genomförde sin tingstjänstgöring 1946–1948 innan han 1949 blev fiskal i Göta hovrätt, där han blev hovrättsråd 1960. Han utnämndes 5 juni 1973 till lagman i Ljungby tingsrätt.
Sönnerby var från 1946 gift med Maja, född Pehrsson 1923 och de hade tre barn.